# Brug bij Westervoort

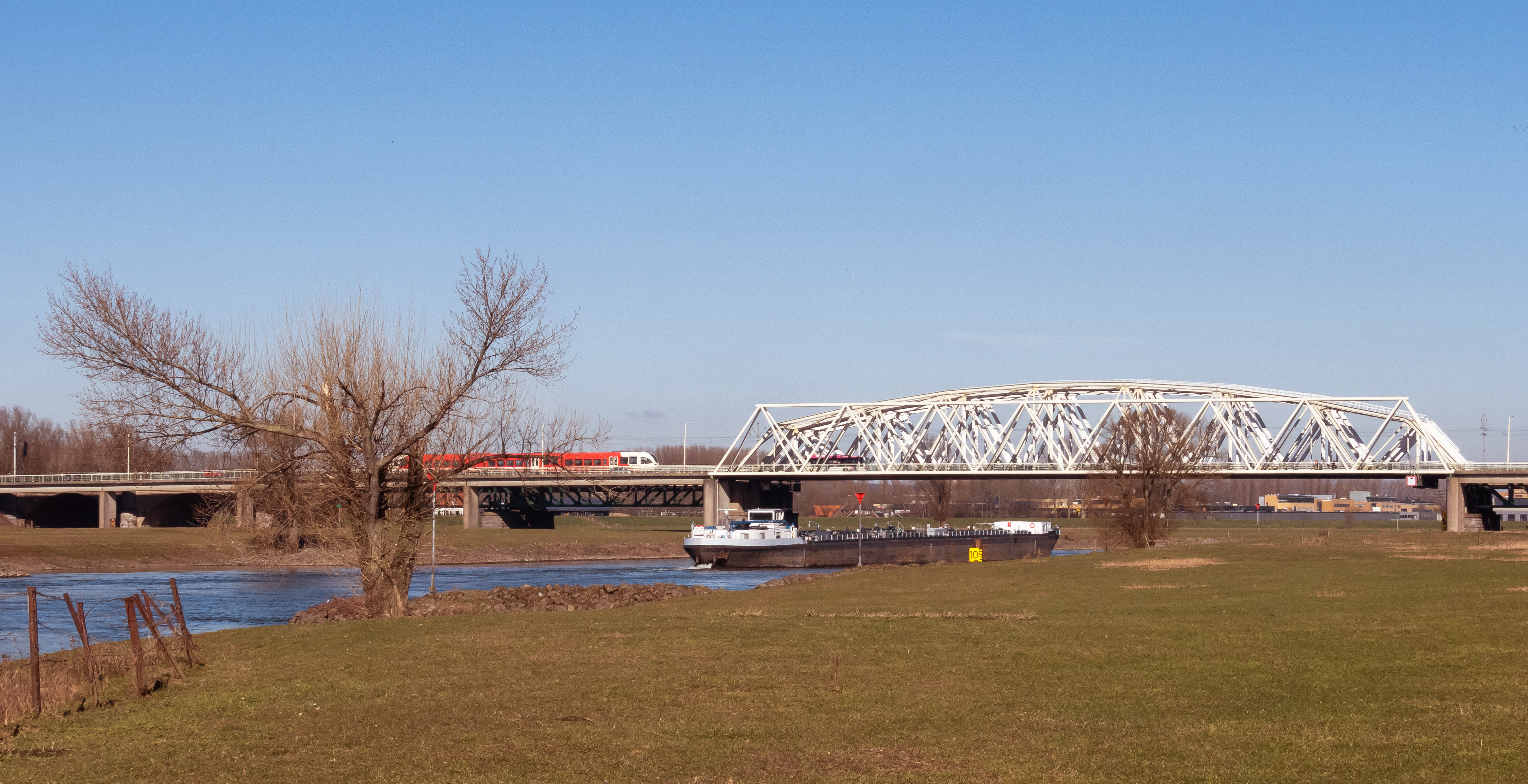
De Westervoortse Brug in 2021

Met de brug bij Westervoort wordt de combinatie van dubbele spoorbrug, verkeersbrug en fietsbrug over de IJssel tussen Arnhem en Westervoort in Gelderland aangeduid. Feitelijk bestaat deze brug uit een viertal losse bruggen die naast elkaar zijn gebouwd. De brug is gelegen op 2,68 km gerekend vanaf de splitsing van Rijn en IJssel ofwel Rkm 881,3.
De spoorbrug ligt op de lijn die aan de westzijde naar Arnhem gaat en aan de oostzijde naar Westervoort en Zevenaar, met vervolgens een tak naar Doetinchem en Winterswijk en een tak naar Emmerich.

## Geschiedenis
De naam Westervoort duidt waarschijnlijk op de aanwezigheid van een doorwaadbare plaats (voorde) in de IJssel. De oudste bekende bron die melding maakt van een veerverbinding bij deze plaats dateert uit 1295.

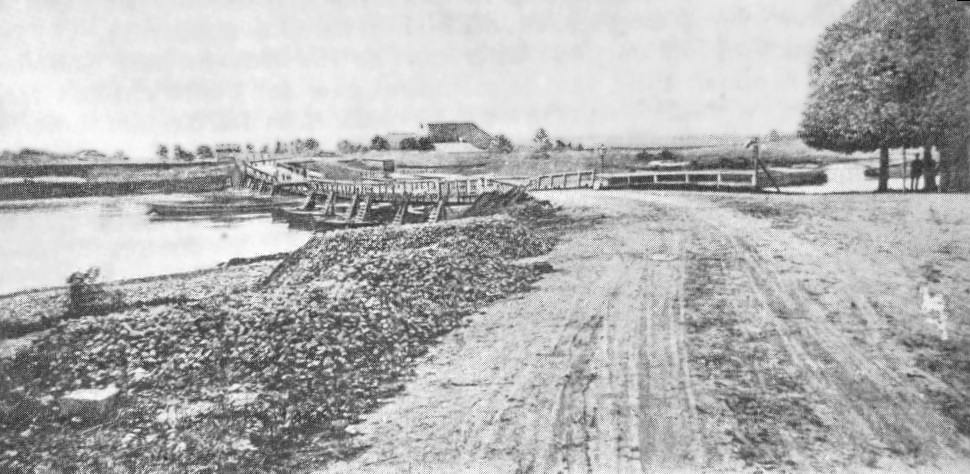
De schipbrug, voor 1900

### De schipbrug (1763)
De eerste oeververbinding bij Westervoort bestond uit de in 1763 geïnstalleerde schipbrug. Enkele jaren later, bij de verlegging van de IJssel, verhuisde de schipbrug mee. De brug was van groot belang als schakel in de verbinding tussen Arnhem en Keulen. De brug is in 1813 door brand verwoest en vervangen. De brug lag aan het einde van de Veerweg naar Westervoort in Arnhem, ongeveer 300 meter stroomopwaarts van de huidige bruggen.

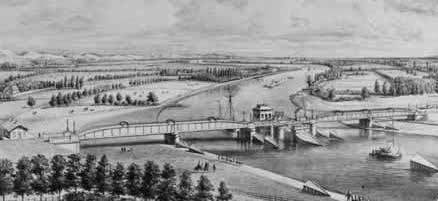
De eerste brug in 1855.

### De eerste brug (1855)
De eerste vaste verbinding over de IJssel bestond uit tussen 1853 en 1856 gebouwde spoorbrug. Deze spoorbrug werd aangelegd in verband met de doortrekking van de Rhijnspoorweg van Arnhem naar Duitsland. In Nederland was nog geen ervaring met het bouwen van zulke lange spoorbruggen. De spoorbrug werd gefinancierd door Engelse financiers. Het ontbreken van ervaring in Nederland en de Engelse financiering leidde ertoe dat de aanleg een Engelse aangelegenheid werd. De ingenieur Edwin Clark ontwierp een draaibrug voorzien van dubbelspoor. De brug werd beschermd met twaalf ijsbrekers. De brug had een lengte van 260 meter en was tien meter breed. Na de laatste proefbelasting op 8 januari 1853 was Nederlands eerste grote spoorbrug een feit.

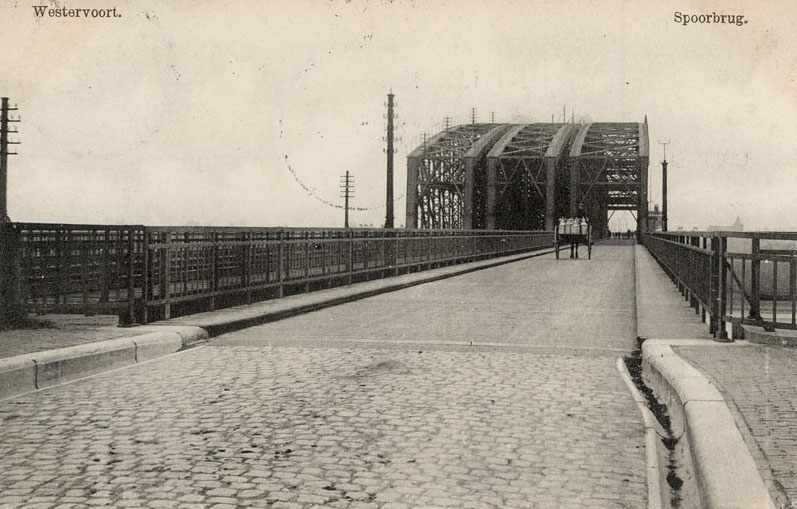
De tweede brug, ca 1905

### De tweede brug (1901)
Na de openstelling van de brug ontstonden direct de eerste problemen. De doorvoer van ijsschotsen gaf grote problemen. De brug werd zowel een obstakel voor het scheepvaart- als treinverkeer. De andere grote rivieren werden al snel overbrugd waardoor ook de Nederlandse ingenieurs ervaring opdeden. In 1894 werd besloten de brug te vervangen voor een nieuw exemplaar en deze tevens in te richten voor wegverkeer en voetgangers. Deze brug kwam een stuk hoger te liggen zodat scheepvaart- en treinverkeer niet langer hinder van elkaar zouden ondervinden. Hierdoor werd wel de aanleg van een spoordijk noodzakelijk. Deze spoordijk splijt de gemeente Westervoort in tweeën. De spoordijk maakte de sloop en nieuwbouw van het station in Westervoort noodzakelijk. De nieuwe spoorbrug werd naast de oude aangelegd. Op 5 april 1901 werd de nieuwe brug officieel geopend.

### De Tweede Wereldoorlog: vernieling van de brug
Bij de Duitse aanval op Nederland, op 10 mei 1940, bliezen Nederlandse militairen de brug op, vlak voordat een Duitse pantsertrein de brug probeerde te veroveren. Dit opblazen werd op een zodanige manier gedaan dat herstel mogelijk was. Op 15 november 1940 werd de spoorbrug weer in dienst gesteld. Begin april 1945 moest de brug het wederom ontgelden. De Duitsers vernielden de brug, echter nu veel grondiger. De brug bleek onherstelbaar beschadigd.

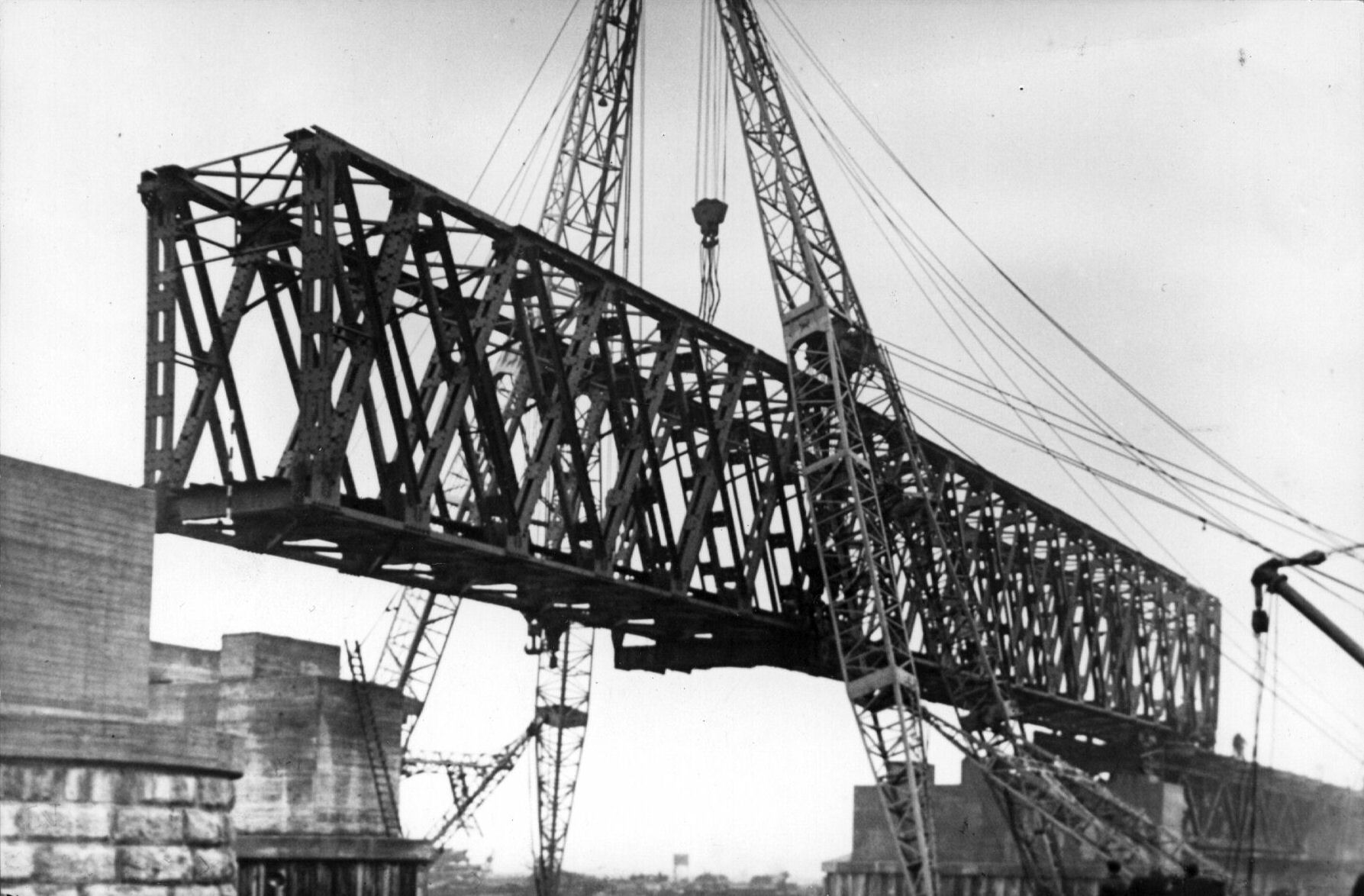
Het plaatsen van de tijdelijke Callender Hamilton spoorbrug over de IJssel te Westervoort

### Tijdelijke brug (1946)
In januari 1946 werd een tijdelijke brug aangelegd. Deze bestond uit een afgedankte, naar Nederland overgebrachte, Engelse Baileybrug. Er kwam een tijdelijke enkelsporige brug en een eenbaansverkeersbrug. In 1971 werd de (nog altijd tijdelijke) verkeersbrug vervangen. 

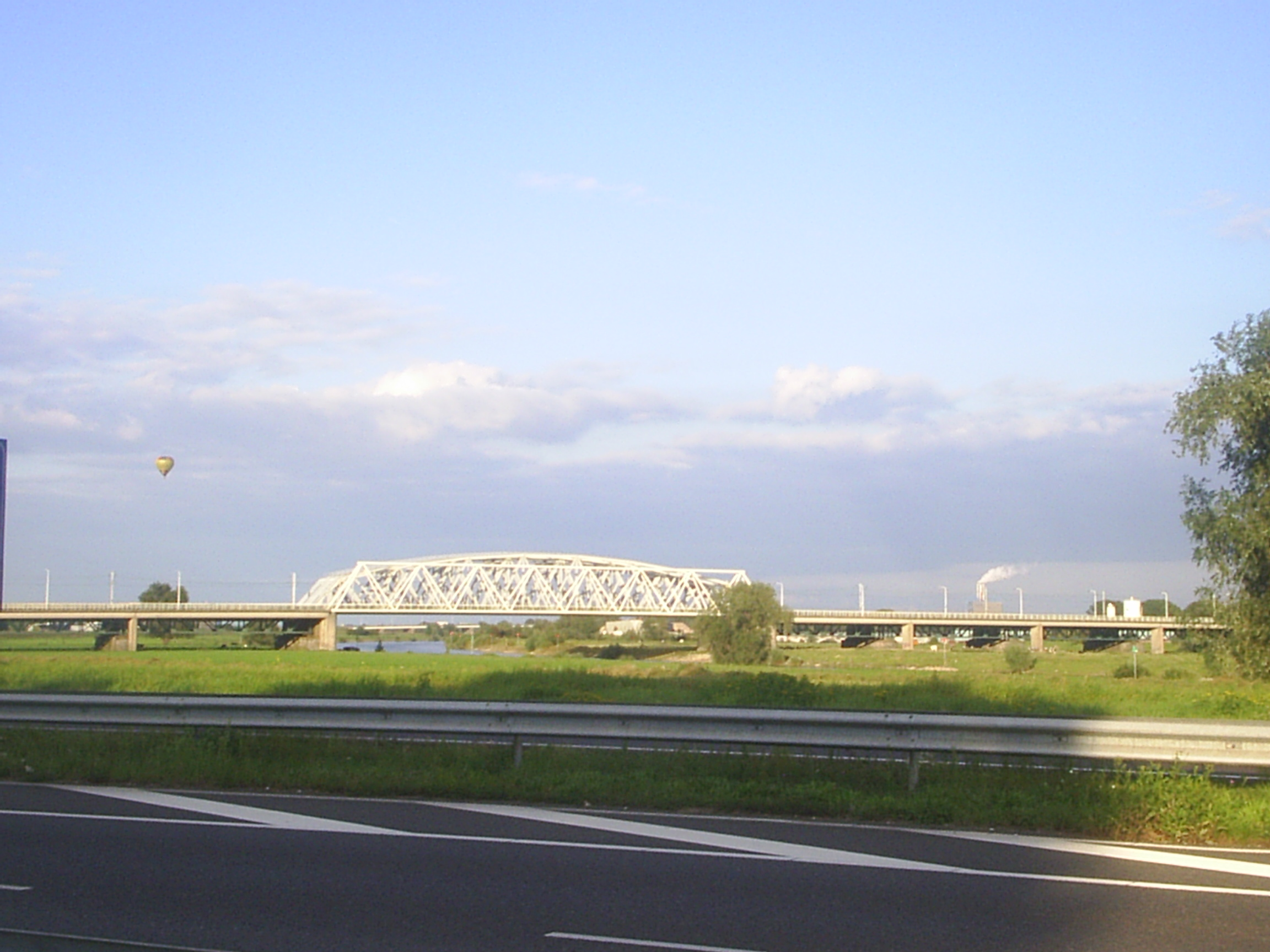
De derde brug. De fietsbrug is door het afwijkende uiterlijk goed te zien. Daarachter de verkeers- en spoorbruggen

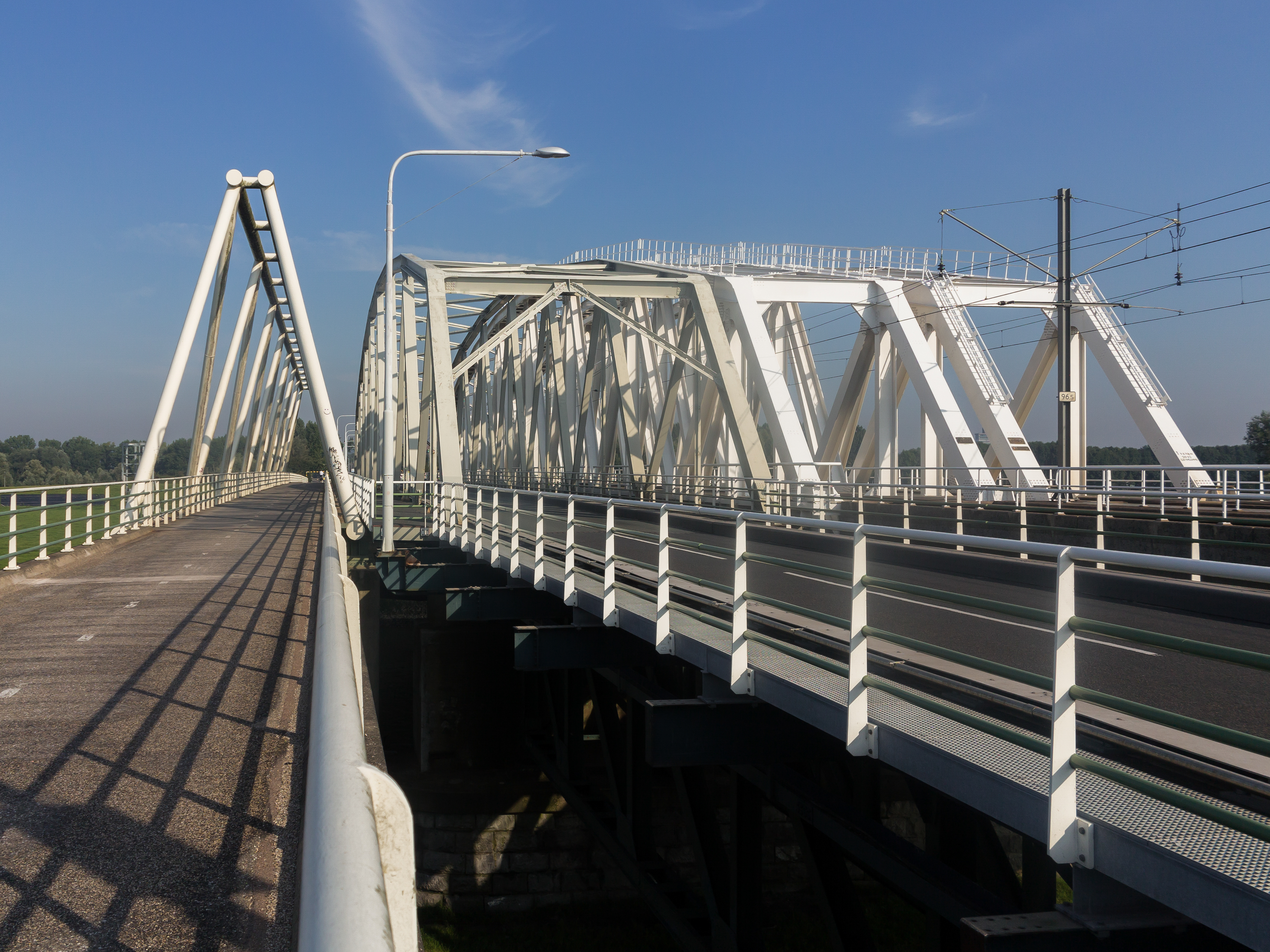
De derde brug vanuit een ander oogpunt

### De derde brug (1980/1984)
In 1980 kwam de nieuwe spoorbrug in gebruik, nog steeds enkelsporig. Om deze flessenhals in het spoorwegnet op te lossen, werd in 1984 een tweelingspoorbrug aangelegd. In 1981 werd nog een aparte fietsbrug aangelegd. Deze fietsbrug wijkt af van de vormgeving van de drie andere bruggen, waardoor het geheel een opvallende uitstraling heeft.

## Renovatie
In 2011 heeft Rijkswaterstaat de verkeersbrug gerenoveerd. Daarbij zijn reparaties uitgevoerd en zijn de inspectiepaden vervangen en heeft de brug nieuwe verharding gekregen. Om de veiligheid te verbeteren is de rijstrook versmald. Dit heeft tot gevolg dat landbouwvoertuigen elkaar op de brug niet meer kunnen passeren. Er is tussen de verschillende betrokkenen een conflict ontstaan over wat er moet gebeuren en wie er moet betalen. Naar aanleiding van het conflict zijn er zelfs Kamervragen gesteld aan de minister. Er wordt nog gezocht naar een oplossing.